# Resolutie 787 Veiligheidsraad Verenigde Naties
Resolutie 787 van de Veiligheidsraad van de Verenigde Naties werd op 16 november 1992 aangenomen. Dit gebeurde met dertien stemmen voor en twee onthoudingen van China en Zimbabwe. 
De resolutie legde sancties op tegen de Federale Republiek Joegoslavië, later Servië en Montenegro geheten, vanwege hun aandeel in de Bosnische Burgeroorlog.

## Achtergrond
In 1980 overleed de Joegoslavische leider Tito, die decennialang de bindende kracht was geweest tussen de zes deelstaten van het land. Na zijn dood kende het nationalisme een sterke opmars, en in 1991 verklaarden verschillende deelstaten zich onafhankelijk. Zo ook Bosnië en Herzegovina, waar in 1992 een burgeroorlog uitbrak tussen de Bosniakken, Kroaten en Serviërs. Deze oorlog, waarbij etnische zuiveringen plaatsvonden, ging door totdat er in 1995 vrede werd gesloten.

## Inhoud

### Waarnemingen
De Veiligheidsraad vond de situatie in Bosnië en Herzegovina een gevaar en was bezorgd om de territoriale integriteit van het land. Er werd ook herinnerd aan de beslissing van de Internationale Conferentie over Voormalig-Joegoslavië om de mogelijkheid te onderzoeken voor het instellen van veilige gebieden voor humanitaire doeleinden.
Bezorgd werd nota genomen van een rapport van de Speciale Rapporteur van de Mensenrechtencommissie van de Verenigde Naties. Die maakte gewag van massale en systematische schendingen van de mensenrechten en de internationale wetten. Ook het wapenembargo dat met resolutie 713 was opgelegd en het handselembargo uit resolutie 757 werden geschonden.

### Handelingen
Alle partijen werden opgeroepen de ontwerpgrondwet te overwegen als basis voor een politieke oplossing van het conflict. De Veiligheidsraad bevestigde dat het met geweld innemen van grondgebied en etnische zuivering onwettig en onaanvaardbaar was en de uitkomst van de onderhandelingen niet mochten beïnvloeden. Ook moesten alle ontheemden kunnen terugkeren naar hun huizen.
Alle partijen, en vooral de Bosnisch-Servische paramilitairen, werden veroordeeld voor het niet willen naleven van de voorgaande resoluties. Er werd geëist dat alle buitenlandse inmengingen in het conflict zouden ophouden en dat
resolutie 752 werd nagekomen door zich terug te trekken en te ontwapenen.
De partijen werden opgeroepen om hun verbintenissen na te komen, de vijandelijkheden te stoppen en te onderhandelen met de Gemengde Militaire Werkgroep om de blokkade van Sarajevo en andere steden te beëindigen en ze te
demilitariseren. Schendingen van de humanitaire wetten, waaronder etnische zuiveringen en het hinderen van de levering van voedsel en medische voorraden, werden veroordeeld. De oprichting van de Commissie van Experts die in resolutie 780 werd gevraagd om schendingen van de Geneefse Conventies te onderzoeken werd verwelkomd.
De Veiligheidsraad verbood de doorvoer van aardolie, olieproducten, steenkool, aan energie verwante uitrusting, ijzer, andere metalen, chemicaliën, rubber, banden, voertuigen, vliegtuigen en motoren in Servië en Montenegro. Schepen die grotendeels in Servisch-Montenegrijnse handen waren werden, ongeacht de vlag die ze voeren als Servisch-Montenegrijns beschouwd. Landen moesten alle betrokken schepen inspecteren om dit te verzekeren en er zouden waarnemers moeten komen aan de grenzen van Bosnië en Herzegovina.

## Verwante resoluties
- Resolutie 781 Veiligheidsraad Verenigde Naties
- Resolutie 786 Veiligheidsraad Verenigde Naties
- Resolutie 795 Veiligheidsraad Verenigde Naties
- Resolutie 798 Veiligheidsraad Verenigde Naties

Lijst ·  726 ·  727 ·  728 ·  729 ·  730 ·  731 ·  732 ·  733 ·  734 ·  735 ·  736 ·  737 ·  738 ·  739 ·  740 ·  741 ·  742 ·  743 ·  744 ·  745 ·  746 ·  747 ·  748 ·  749 ·  750 ·  751 ·  752 ·  753 ·  754 ·  755 ·  756 ·  757 ·  758 ·  759 ·  760 ·  761 ·  762 ·  763 ·  764 ·  765 ·  766 ·  767 ·  768 ·  769 ·  770 ·  771 ·  772 ·  773 ·  774 ·  775 ·  776 ·  777 ·  778 ·  779 ·  780 ·  781 ·  782 ·  783 ·  784 ·  785 ·  786 ·  787 ·  788 ·  789 ·  790 ·  791 ·  792 ·  793 ·  794 ·  795 ·  796 ·  797 ·  798 ·  799